# Tom Garrick
Thomas Shannon Garrick (* 7. Juli 1966 in West Warwick) ist ein ehemaliger US-amerikanischer Basketballspieler.

## Laufbahn
Garrick spielte an der West Warwick High School im US-Bundesstaat Rhode Island Basketball und American Football. Von 1984 bis 1988 war er Mitglied der Basketballhochschulmannschaft der University of Rhode Island. In der Saison 1986/87 wuchsen die statistischen Werte des 1,88 Meter große Aufbauspielers im Vergleich zu seinen ersten beiden Spieljahren deutlich an. Garrick erzielte 17 Punkte je Begegnung, in der Saison 1987/88 steigerte den Wert auf 20,5 pro Spiel, zudem bereitete er dann je Partie im Schnitt 4,1 Korberfolge seiner Mannschaftskameraden vor. Garrick, der Kommunikationswissenschaft studierte, wechselte ins Profigeschäft, beim NBA-Draftverfahren im Jahr 1988 entschieden sich die Los Angeles Clippers in der zweiten Auswahlrunde an 45. Stelle für den Aufbauspieler.
Garrick bestritt von 1988 bis 1991 211 NBA-Spiele für Los Angeles und erzielte im Durchschnitt 10,6 Punkte je Begegnung. In der Saison 1991/92 kam er auf insgesamt 40 NBA-Einsätze für drei verschiedene Mannschaften: San Antonio Spurs, Minnesota Timberwolves und Dallas Mavericks. Garrick stand im Spieljahr 1992/93 in Diensten der Rapid City Thrillers in der Continental Basketball Association (CBA). Von 1993 bis 1995 spielte er bei Bayer Leverkusen in der Basketball-Bundesliga, gewann mit den Rheinländern in beiden Spielzeiten die deutsche Meisterschaft sowie in der Saison 1994/95 zusätzlich den DBB-Pokal. Sein Trainer in Leverkusen war Dirk Bauermann. Garrick spielte mit der Mannschaft auch im Europapokal der Landesmeister, in diesem Wettbewerb erzielte er in der Saison 1993/94 im Schnitt 15,2 und 1994/95 16,1 Punkte je Begegnung.
In der Saison 1995/96 stand Garrick beim türkischen Erstligisten Meysuspor unter Vertrag, 1996/97 bestritt er 34 Einsätze für Caja San Fernando in der spanischen Liga ACB und erreichte 12,9 Punkte je Partie. Das Spieljahr 1997/98 wurde das letzte seiner Laufbahn als Berufsbasketballspieler, Garrick stand in Diensten von Kombassan Konya in der ersten türkischen Liga, in 16 Spielen erzielte er durchschnittlich 15,3 Punkte und gab 3,3 Vorlagen, die unmittelbar zu Korberfolgen führten.
Er wechselte ins Trainergeschäft und war von 1998 bis 2001 Co-Trainer an der University of Rhode Island. Von 2001 bis 2004 war er an derselben Hochschule Co-Trainer der Damen, im Jahr 2004 sprang er in Abwesenheit des Cheftrainers zeitweilig als dessen Vertreter ein. Er war dann kurzfristig Assistenztrainer an der University of Virginia, anschließend von August 2004 bis 2009 Cheftrainer der Damen an der University of Rhode Island. 2009 wechselte er an die Vanderbilt University, wurde Assistenztrainer der Damen, von 2015 bis 2018 hatte er das Amt des Assistenztrainers bei den Damen des Boston College inne, im April 2018 trat er die Cheftrainerstelle bei den Damen der University of Massachusetts Lowell (UMass Lowell) an.
Garrick verließ UMass Lowell nach der Saison 2020/21, um als Assistenztrainer der Damen unter seiner Frau Shea Ralph, die als Cheftrainerin eingestellt worden war, zu Vanderbilt zurückzukehren.